# Paraliparis abyssorum
Paraliparis abyssorum är en fiskart som beskrevs av Anatoly Petrovich Andriashev och Chernova, 1997. Paraliparis abyssorum ingår i släktet Paraliparis och familjen Liparidae. Inga underarter finns listade i Catalogue of Life.